# Stara Łubianka (stacja kolejowa)
Stara Łubianka – stacja kolejowa w Starej Łubiance, w Polsce, w województwie wielkopolskim, w powiecie pilskim, w gminie Szydłowo, w pobliżu przejazdu kolejowo-drogowego w ciągu drogi krajowej nr 10, na linii kolejowej nr 405 łączącej stację Piła Główna z Ustką. Według klasyfikacji PKP ma kategorię dworca lokalnego.

## Ruch pasażerski
| Rok  | Wymiana pasażerska na dobę |
| ---- | -------------------------- |
| 2017 | 10-19                      |
| 2022 | 10-19                      |